# Esarcus
Esarcus es un género de coleóptero de la familia Mycetophagidae.

## Especies
Las especies de este género son:
- Esarcus abeillei
- Esarcus baudii
- Esarcus besucheti
- Esarcus franzi
- Esarcus inexpectatus
- Esarcus acernus
- Esarcus fiorii
- Esarcus iolensis
- Esarcus leprieurii
- Esarcus martini